# Spider-Man 3 (soundtrack)
Spider-Man 3: Music from and Inspired by is de originele soundtrack, met nummers van en geïnspireerd door diverse artiesten voor de film Spider-Man 3 uit 2007 van Sam Raimi. Het album werd uitgebracht op 1 mei 2007 door Record Collection.
In tegenstelling tot de eerste twee Spider-Man soundtrackreleases bevat het album geen filmmuziek van Christopher Young. Het hele concept van deze soundtrack is dat elk nummer exclusief voor de soundtrack is geschreven (of opgenomen in het geval van The Flaming Lips), met uitzondering van Chubby Checkers hit uit 1960 "The Twist". Het album bevat niet het James Brown-nummer "People Get Up and Drive Your Funky Soul", dat in de film wordt gespeeld tijdens de scène waarin Peter, onder invloed van de buitenaardse symbiont, op straat paradeert en danst.
Bovendien was de digitale versie beschikbaar voor pre-order op iTunes en bevat een bonustrack: "Theme from Spider-Man" door The Flaming Lips.

## Tracklijst
| Nr. | Titel                                                                     | Duur |
| --- | ------------------------------------------------------------------------- | ---- |
| 1.  | Signal Fire – Snow Patrol                                                 | 4:26 |
| 2.  | Move Away – The Killers                                                   | 3:52 |
| 3.  | Sealings – Yeah Yeah Yeahs                                                | 4:32 |
| 4.  | Pleased to Meet You – Wolfmother                                          | 4:44 |
| 5.  | Red River – The Walkmen                                                   | 2:53 |
| 6.  | Stay Free – Black Mountain                                                | 4:28 |
| 7.  | The Supreme Being Teaches Spider-Man How to Be in Love – The Flaming Lips | 3:25 |
| 8.  | Scared of Myself – Simon Dawes                                            | 4:54 |
| 9.  | The Twist – Chubby Checker                                                | 2:35 |
| 10. | Sightlines – Zach Rogue                                                   | 3:39 |
| 11. | Summer Day – Coconut Records                                              | 2:05 |
| 12. | Falling Star – Jet                                                        | 3:35 |
| 13. | Portrait of a Summer Thief – Sounds Under Radio                           | 4:15 |
| 14. | A Letter from St. Jude – The WYO's                                        | 4:12 |
| 15. | Small Parts – The Oohlas                                                  | 3:39 |

| Nr. | Titel                                          | Duur |
| --- | ---------------------------------------------- | ---- |
| 5.  | Cut Off the Top (Timo Maas Dirty Rocker Remix) | 3:03 |

| Nr. | Titel                                    | Duur |
| --- | ---------------------------------------- | ---- |
| 16. | Theme from Spider Man – The Flaming Lips | 2:28 |